# コバリード
コバリード（スロベニア語：Kobarid, イタリア語：Caporetto, ドイツ語：Karfreit）は、スロベニア西部のイタリア国境近くにある市。イタリア領時代はカポレットとも。
コバリードはアーネスト・ヘミングウェイの小説『武器よさらば』で、イタリア軍の敗走が描かれたカポレットの戦いで有名。